# Callopanchax sidibei
Callopanchax sidibei är en fiskart som beskrevs av Sonnenberg och Busch 2010. Callopanchax sidibei ingår i släktet Callopanchax och familjen Nothobranchiidae. Inga underarter finns listade.